# Langestraat (Winschoten)

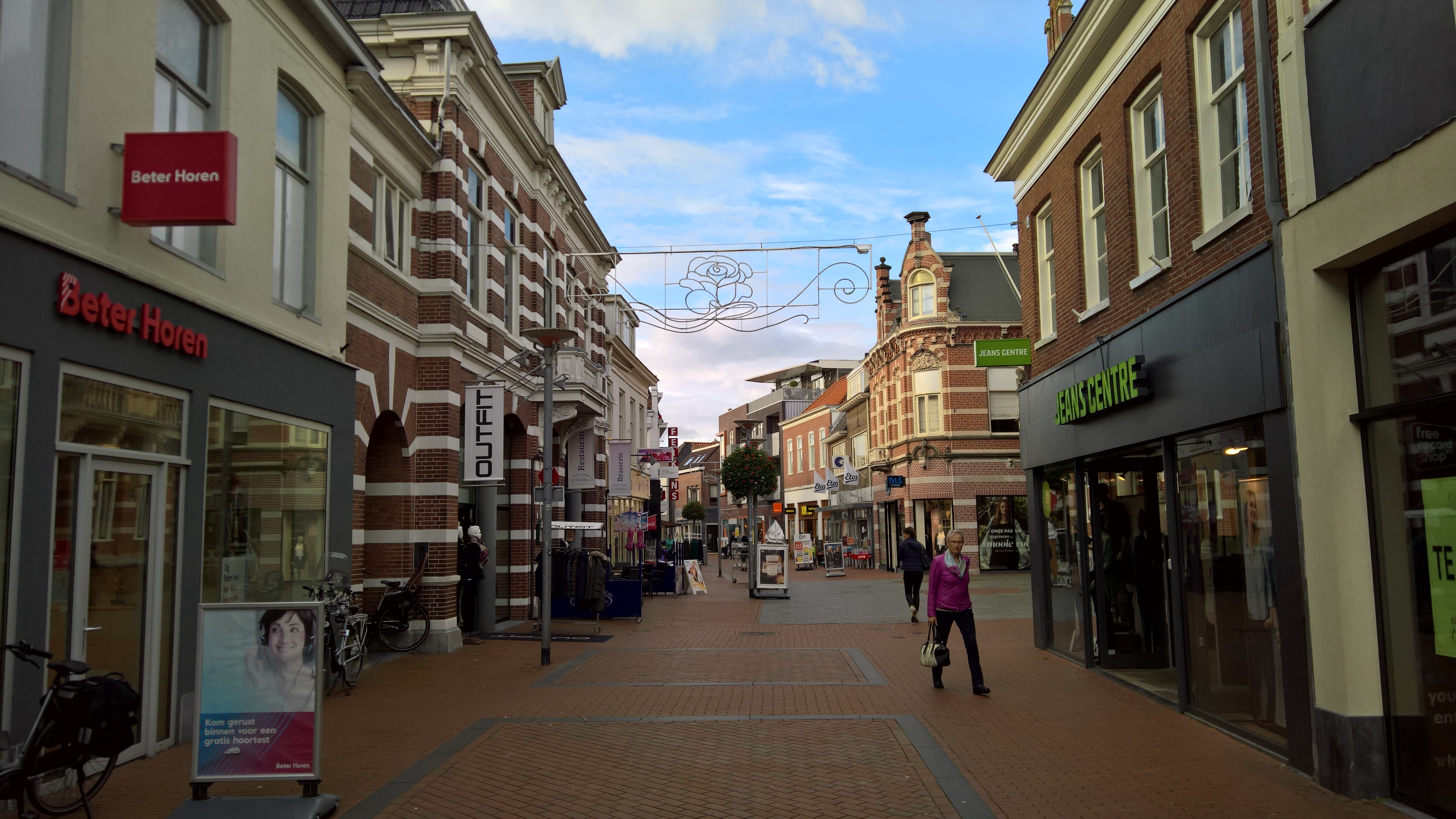
Straatbeeld Langestraat in 2017

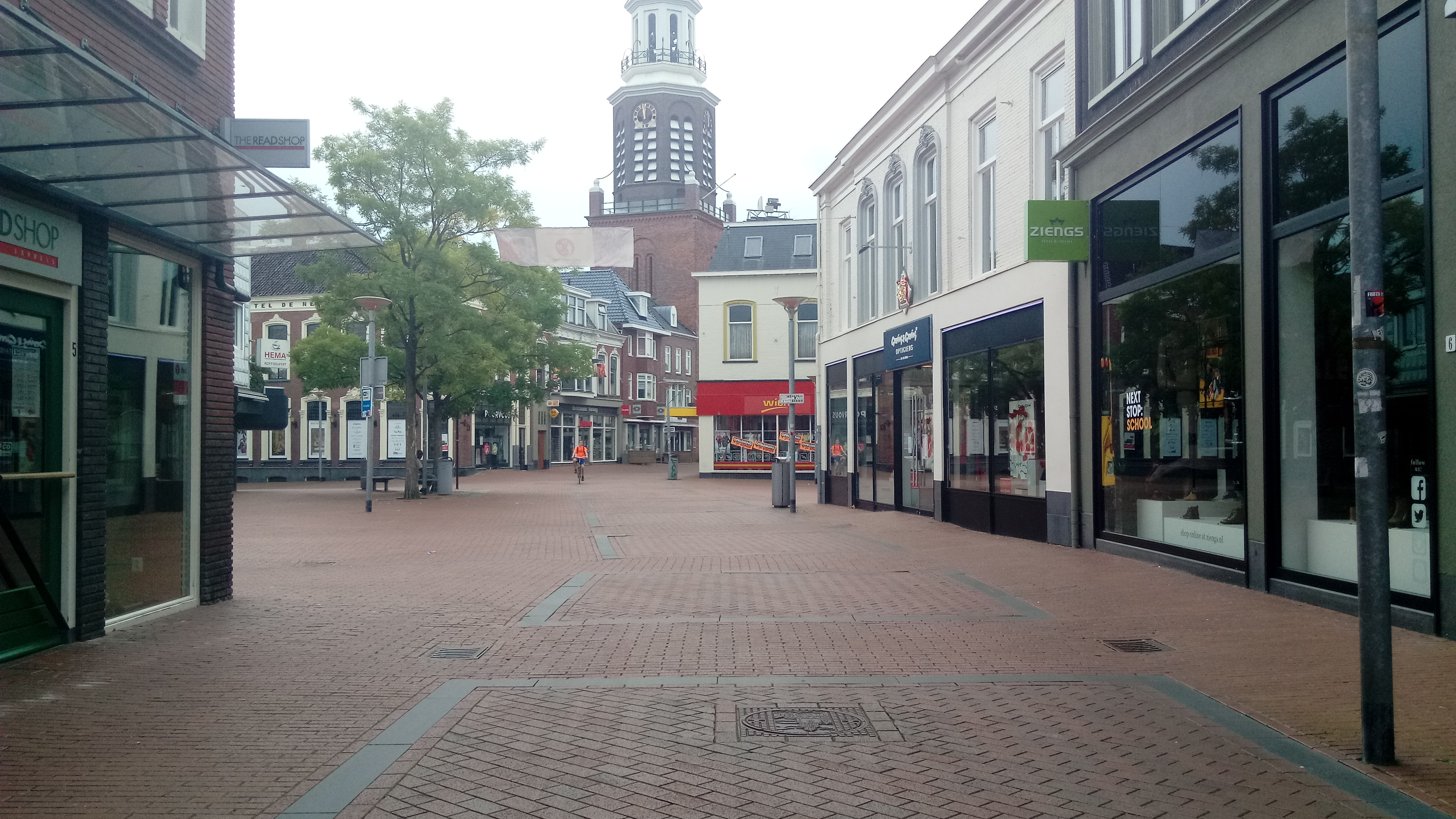
Straatbeeld Langestraat tijdens corona-epidemie in 2020

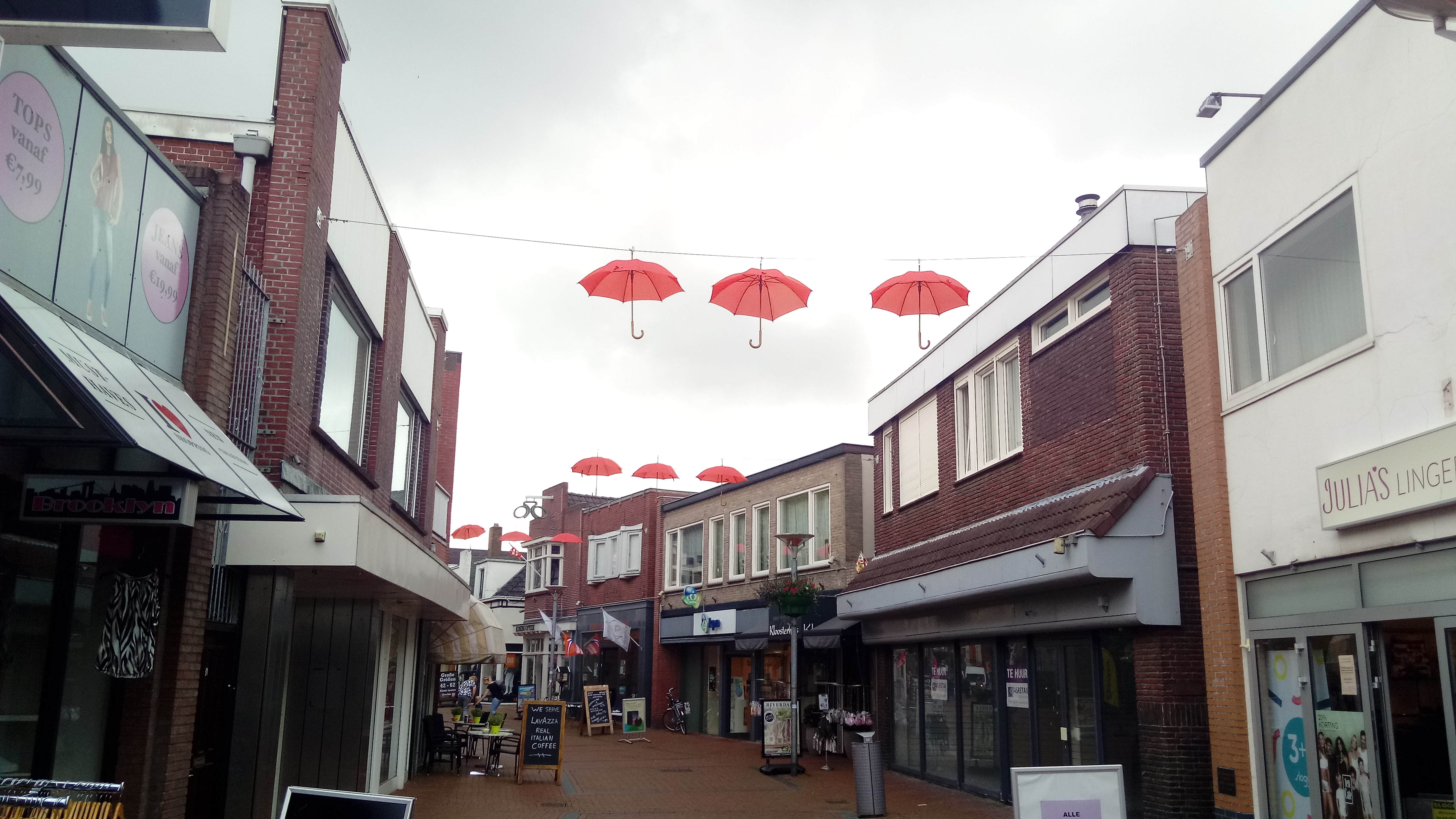
Versieringen tijdens WK vrouwenvoetbal in 2019

De Langestraat is een winkelstraat in de Nederlandse stad Winschoten. De straat strekt zich uit over een lengte van ruim 700 meter tussen het Burgemeester Schönfeldplein en de Torenstraat in het zuiden (bij warenhuis HEMA) tot het Oldambtplein nabij theater De Klinker in het noorden.
De Langestraat bestaat uit een aantal delen, het noordelijke deel was in de geschiedenis de Wittevrouwenstraat, genoemd naar de nonnen die vanuit het voormalige klooster in Heiligerlee door de straat liepen om ter kerke te gaan in de Marktpleinkerk in Winschoten. Het noordelijk deel wordt in de volksmond ook wel de 'Moushörn' genoemd. Dit naar de moestuinen die heer eertijds te vinden waren.
In het zuidelijke deel is met name het stadhuis van Winschoten een beeldbepalend gebouw met de stadhuistoren. Op de plaats van het huidige Hema warenhuis stond Theater Dommering.

## Geschiedenis
In de 20ste eeuw ontwikkelde de Langestraat zich tot de meest belangrijke winkelstraat van Winschoten en heel Oost-Groningen. In de jaren '70 van de vorige eeuw werd het autoverkeer uit de straat gehaald en ontstond de hedendaagse wandelpromenade. 
In de straat ontstonden illustere zaken met grote regionale bekendheid zoals het Hollands Handelshuis (later Blokker), modezaak De Vries, modezaak Röben maar ook bioscoop Skala.
In recente jaren zijn langs de Langestraat vooral landelijk bekende ketens te vinden, zoals HEMA, WE, ONLY, XENOS, Ziengs en Schuurman Schoenen. Ook Winschoten heeft te maken met winkelleegstand door het verdwijnen van in de Langestraat gevestigde ketens die failliet gingen zoals Steps, Miss Etam en Didi.
De gemeente Oldambt werkt aan een nieuwe detailhandelsvisie. In de eerste plannen is bekendgemaakt dat er gewerkt wordt aan de versterking van de Langestraat door het terrein van het voormalige Lucasziekenhuis te herontwikkelen en een doorbraak te creëren vanuit de Langestraat naar het grote parkeerterrein bij het voormalige ziekenhuis. Hiervoor is het voormalige pand van Halfords aangekocht.

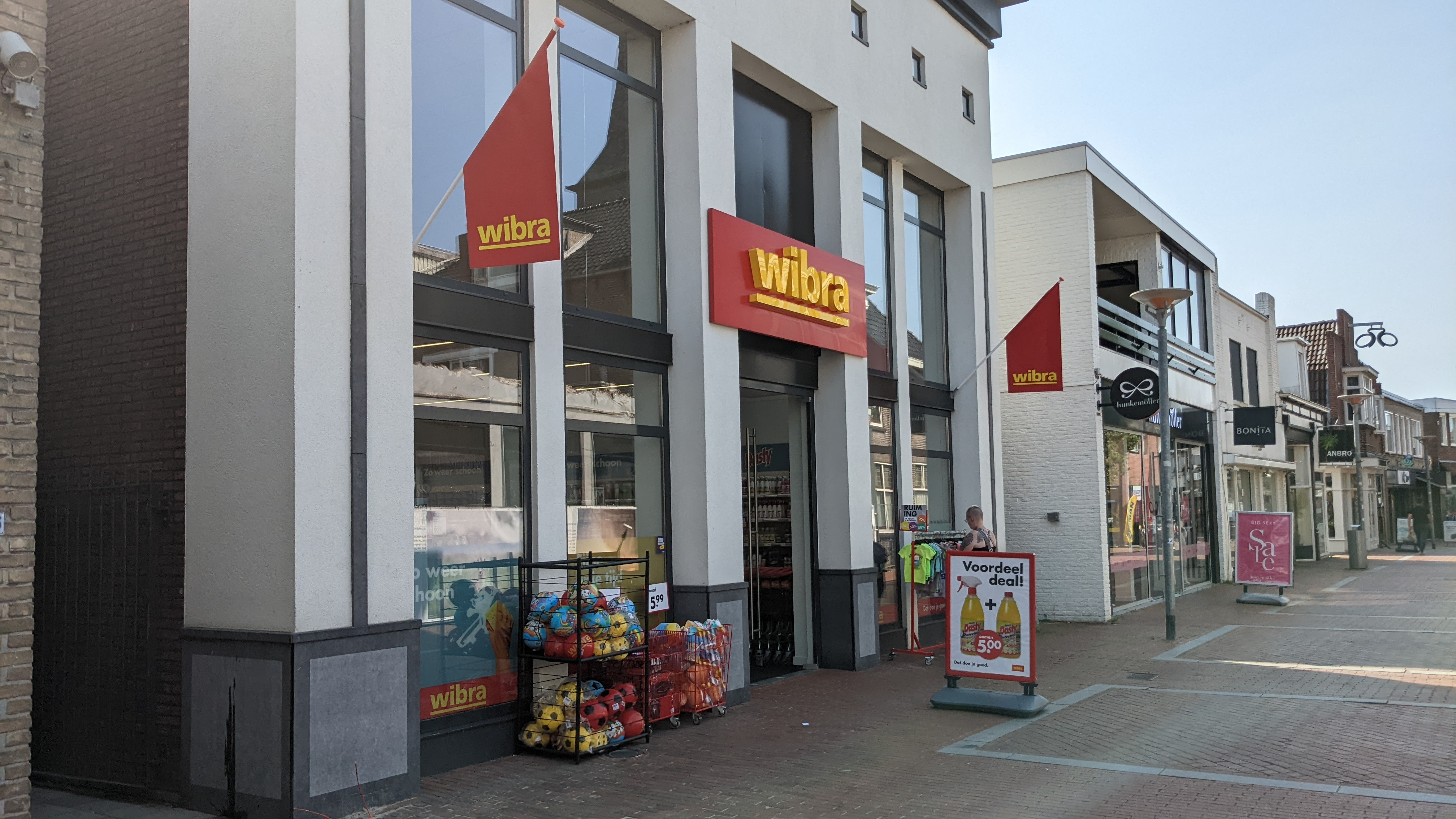
Vestiging Wibra 2022
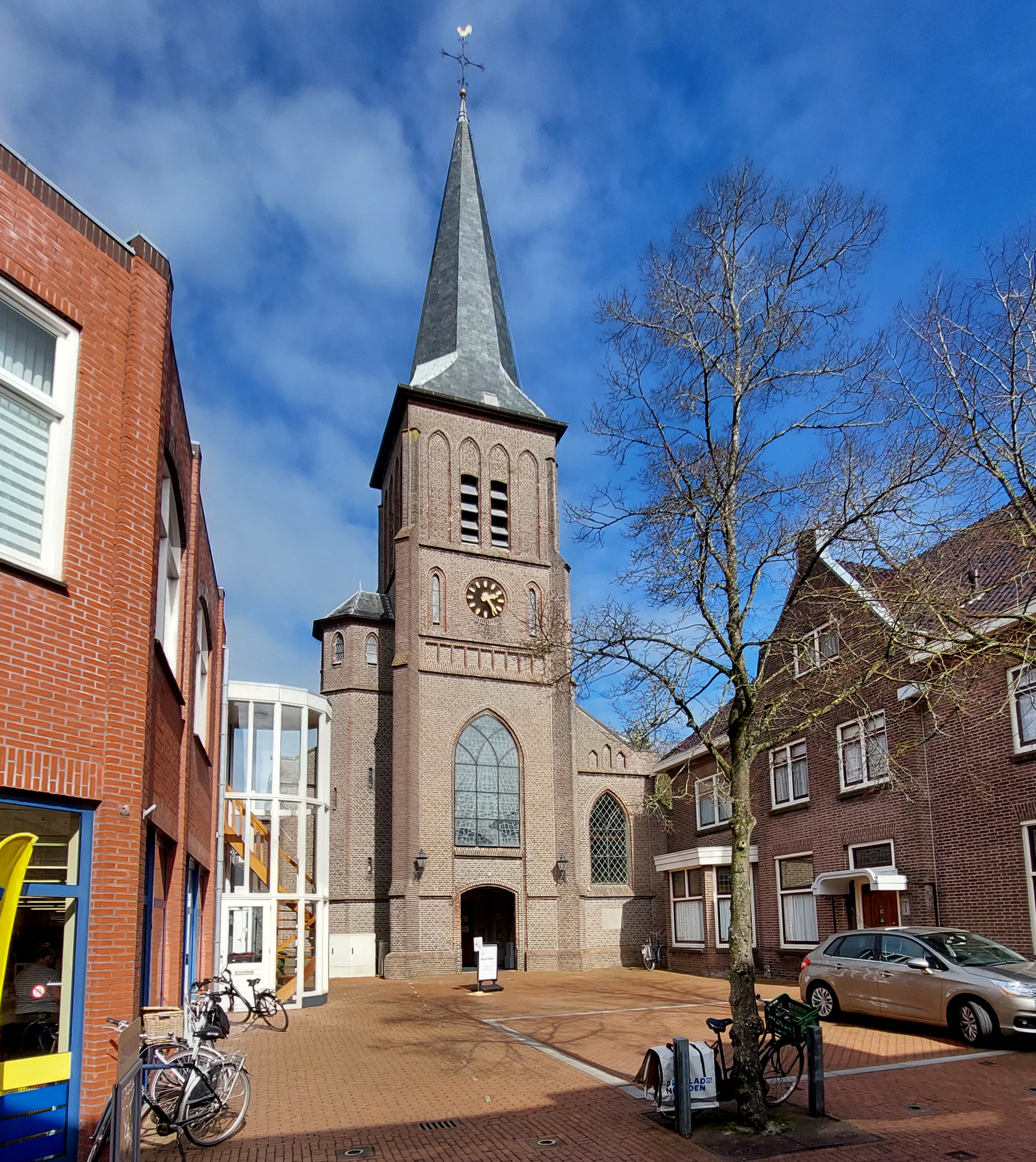
De Sint Vituskerk in de Langestraat
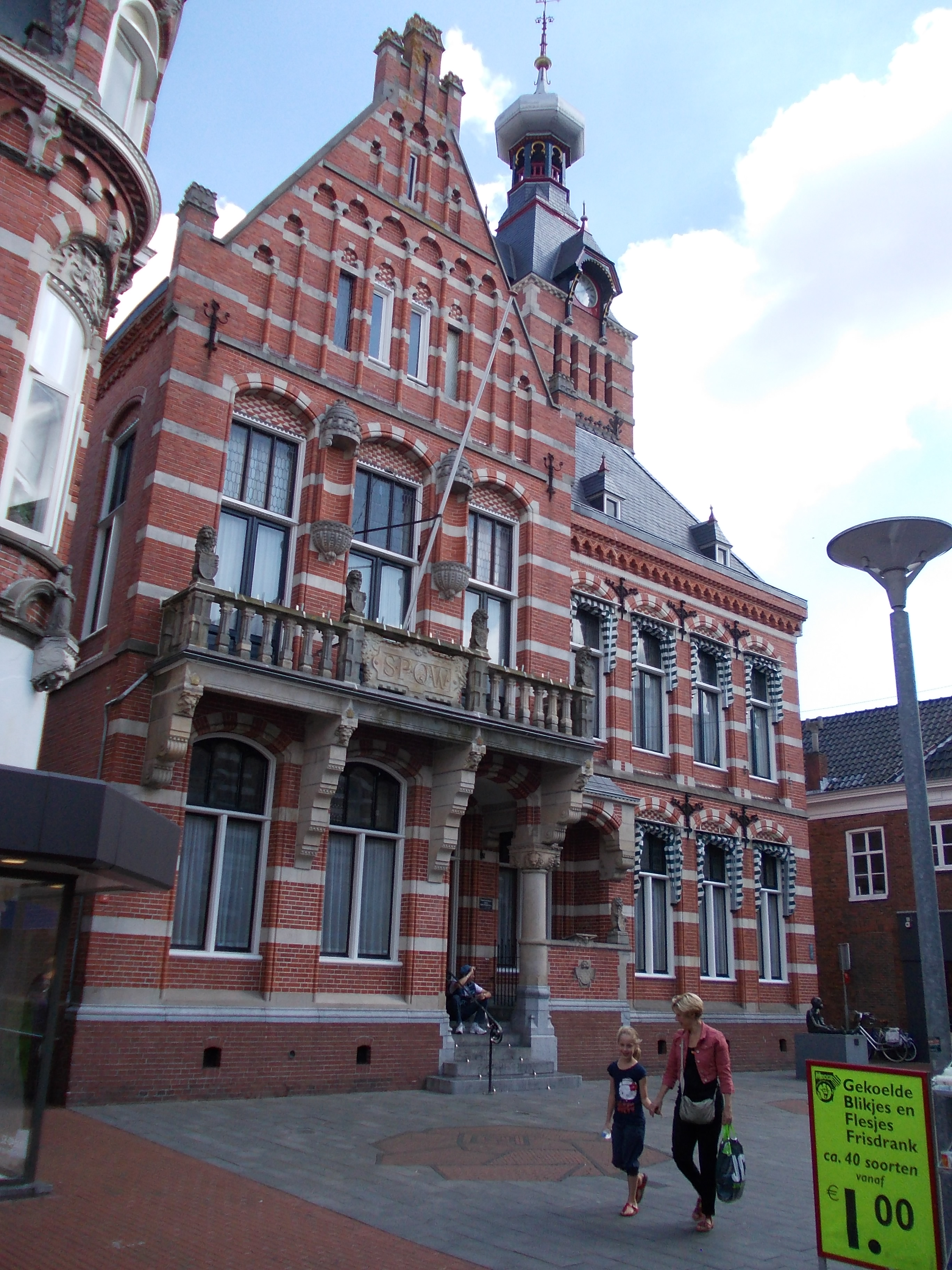
Stadhuis Winschoten (1896) in de Langestraat
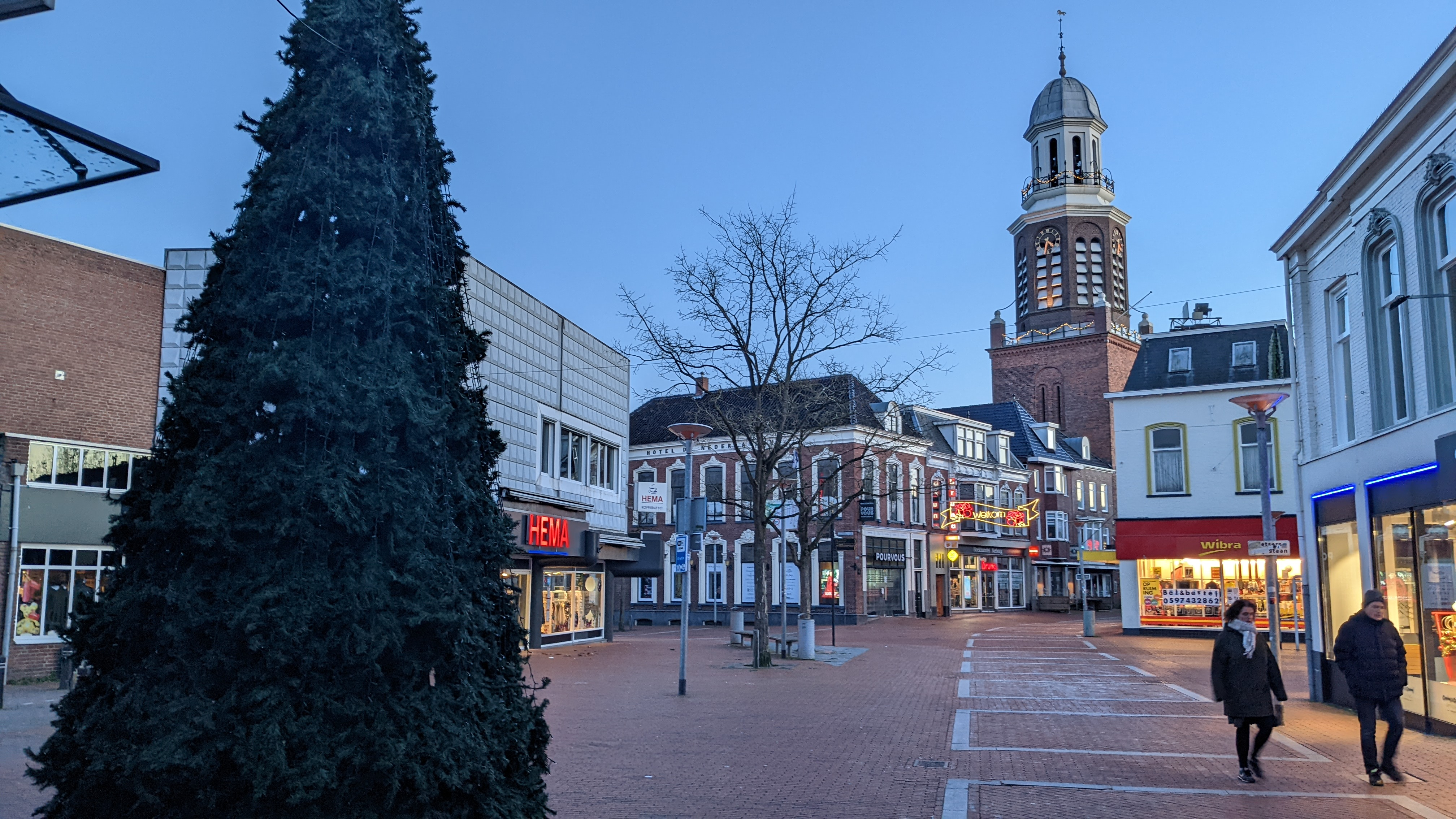
Langestraat in Kerstsfeer (2021)